# Могилиште
Моги́лиште (болг. Могилище) — село в Добрицькій області Болгарії. Входить до складу общини Каварна.

## Населення
За даними перепису населення 2011 року у селі проживали 98 осіб.
Національний склад населення села:
| Національність   | Кількість осіб | Відсоток |
| ---------------- | -------------- | -------- |
| болгари          | 66             | 78,6%    |
| цигани           | 14             | 16,7%    |
| турки            | 4              | 4,8%     |
| інша             | 0              | 0%       |
| не визначились   | 0              | 0%       |
| Всього відповіли | 84             |          |

Розподіл населення за віком у 2011 році:
Динаміка населення: